# L’Ufficio Designers
L’Ufficio Designers war ein brasilianischer Hersteller von Automobilen.

## Unternehmensgeschichte
Das Unternehmen aus São Paulo begann Mitte der 1980er Jahre mit der Produktion von Automobilen. Der Markenname lautete L’Ufficio. Für 1993 ist noch eine Anzeige des Unternehmens überliefert. Es ist nicht bekannt, wann die Produktion endete.

## Fahrzeuge
Zunächst stellte das Unternehmen Nachbildungen von Sportwagen von Porsche her. Ein luftgekühlter Vierzylinder-Boxermotor von Volkswagen do Brasil trieb die Fahrzeuge an.
1987 entstanden als Prototypen der zweisitzige Kleinwagen Aruba und der Geländewagen Buffalo mit Allradantrieb und einem Dieselmotor mit 68 PS Leistung von MWM.
Für 1993 sind Nachbauten des Porsche 911 als Coupé, Targa und Cabriolet überliefert. Wassergekühlte VW-Motoren mit 2000 cm³ Hubraum und optional Turbolader trieben die Fahrzeuge an.